# Викартовце
Викартовце (словац. Vikartovce) — село и одноимённая община в районе Попрад Прешовского края Словакии. В письменных источниках начинает упоминаться с 1283 года.

## География
Село расположено в западной части края, к югу от горного хребта Козий Камень, на берегах реки Горнад, вблизи места впадения в неё Малого Горнада и Викартовского потока. Через Викартовце проходит автодорога 3074. Абсолютная высота — 759 метров над уровнем моря. Площадь муниципалитета составляет 50,3 км².

## Население
По данным последней официальной переписи 2021 года, численность населения Викартовце составляла 1856 человек.
Динамика численности населения общины по годам:
| Год:                | 1994 | 2004    | 2014    | 2024    |
| ------------------- | ---- | ------- | ------- | ------- |
| Количество человек: | 1637 | 1785    | 1868    | 1825    |
| Разница:            |      | +9,04 % | +4,64 % | −2,30 % |

Национальный состав населения (по данным переписи населения 2011 года):
| Национальность | Численность, человек |
| -------------- | -------------------- |
| словаки        | 1562                 |
| цыгане         | 132                  |
| чехи           | 5                    |
| русины         | 1                    |
| не указана     | 142                  |
| всего          | 1842                 |

По данным переписи 2021 года, в конфессиональном составе населения преобладали католики (93,9 %).